# Llista de ciclistes

## Ciclistes per dècada

### Ciclistes d'abans de la dècada de 1880
- James Moore

### Ciclistes de la dècada de 1880
- Frank Bowden
- Thomas Stevens

### Ciclistes de la dècada de 1890
- Georgios Aspiotis
- Edward Battel
- Hélène Dutrieu
- Léon Flameng
- August von Gödrich
- Miltiades Iatru
- Georgios Koletis
- Aristidis Konstandinidis
- Konstandinos Konstandinu
- Charles "Mile-a-Minute" Murphy

### Ciclistes de la dècada de 1900
- Fernand Augereau
- Maurice Bardonneau
- Aloïs Catteau
- Henri Cornet
- Francois Faber
- Carlo Galetti
- Luigi Ganna
- Maurice Garin
- Gustave Garrigou
- Edmond Luguet
- Marie Marvingt
- Georges Passerieu
- Ernest Payne
- Lucien Petit-Breton
- Lucien Pothier
- Rene Pottier
- Louis Trousselier
- Fernand Vast

### Ciclistes de la dècada de 1910
- Jean Alavoine
- Marcel Buysse
- Eugène Christophe
- Oscar Egg
- Frederick Grubb
- Firmin Lambot
- Rudolph "Okey" Lewis
- Henri Pelissier
- Carl Schutte
- Philippe Thys

### Ciclistes de la dècada de 1920
- Honore Barthelemy
- Alfredo Binda
- Ottavio Bottecchia
- Lucien Buysse
- Giovanni Brunero
- Tullio Campagnolo
- Fernand Canteloube
- Gosta Carlsson
- Michael Collins
- Maurice de Waele
- Nicolas Frantz
- Costante Girardengo
- Rene Hamel
- Henrik Hansen
- Hector Heusghem
- Henri Hoevenaers
- Henry Kaltenbrun
- Henri Pelissier
- Leon Scieur
- Felix Sellier
- Frank Southall
- Harry Stenqvist
- Lucien Vervaecke

### Ciclistes de la dècada de 1930
- Leo Amberg
- Gino Bartali
- Bernhard Britz
- Francesco Camusso
- Victor Cosson
- Jef Demuysere
- Learco Guerra
- Charles Holland
- Roger Lapebie
- Andre Leducq
- Romain Maes
- Silvere Maes
- Leonard Maffei
- Antonin Magne
- Giuseppe Martano
- Ambrogio Morelli
- Attilo Pavesi
- Antonio Pesenti
- Guglielmo Segato
- Georges Speicher
- Kurt Stoepel
- Felicien Vervaecke
- Mario Vicini
- Lucien Vlaemynck

### Ciclistes de la dècada de 1940
- Gino Bartali
- Pierre Brambilla
- Fausto Coppi
- Edouard Fachleitner
- Guy Lapebie
- Fiorenzo Magni
- André Mahé
- Jacques Marinelli
- Jean Robic
- Briek Schotte
- Gerrit Voorting

### Ciclistes de la dècada de 1950
- Federico Bahamontes
- Louison Bobet
- Ray Booty
- Fausto Coppi
- Wim van Est
- Charly Gaul
- Raphaël Géminiani
- Hugo Koblet
- Ferdy Kubler
- Lucien Lazarides
- Fiorenzo Magni
- Stan Ockers
- Gerrit Voorting
- Roger Walkowiak

### Ciclistes de la dècada de 1960
- Lucien Aimar
- Jacques Anquetil
- Beryl Burton
- Evert Dolman
- Seamus Elliott
- Felice Gimondi
- Barry Hoban
- Jan Janssen
- Jean-Marie Leblanc
- Raymond Poulidor
- Tom Simpson
- Michael Wright
- Bart Zoet

### Ciclistes de la dècada de 1970
- Alf Engers
- Eric de Vlaeminck
- Roger de Vlaeminck
- Gary Fisher
- Cyrille Guimard
- Bernard Hinault
- John Howard
- Freddy Maertens
- Eddy Merckx
- Francesco Moser
- Walter Planckaert
- Jan Raas
- Bernard Thévenet
- Lucien van Impe

### Ciclistes de la dècada de 1980
- Frankie Andreu
- Pedro Delgado
- Laurent Fignon
- Seán Kelly
- Greg LeMond
- Jeannie Longo
- Bob Mionske
- Francesco Moser
- Davis Phinney
- Walter Planckaert
- Stephen Roche
- Bob Roll
- Giuseppe Saronni
- Rebecca Twigg
- Eric Vanderaerden
- Brendan McGee

### Ciclistes de la dècada de 1990
- Djamolidine Abdoujaparov
- Niki Aebersold
- Frankie Andreu
- Lance Armstrong
- Michele Bartoli
- Joseba Beloki
- Chris Boardman
- Tom Boonen
- Johan Bruyneel
- Francesco Casagrande
- Fabio Casartelli
- Ángel Casero
- Mario Cipollini
- Ludo Dierckxsens
- Fernando Escartín
- Niki Gudex
- Tyler Hamilton
- Roger Hammond
- George Hincapie
- Tristan Hoffman
- Miguel Indurain
- Laurent Jalabert
- Kevin Livingston
- Olaf Ludwig
- Bob Mionske
- Christophe Moreau
- Graeme Obree
- Abraham Olano
- Marco Pantani
- Bjarne Riis
- Fred Rompelberg
- Marco Serpellini
- Marla Streb
- Rolf Sørensen
- Andrea Tafi
- Pàvel Tonkov
- Rebecca Twigg
- Jan Ullrich
- Kathy Watt
- Diana Žiliūtė
- Brendan McGee

### Ciclistes de la dècada de 2000
- Lance Armstrong
- Judith Arndt
- Ivan Basso
- Lyne Bessette
- Santiago Botero
- Tom Boonen
- Sara Carrigan
- Nicole Cooke
- Katheryn Curi
- Gunn-Rita Dahle
- Tom Danielson
- Alison Dunlap
- Dede Barry
- Chris Eatough
- Niki Gudex
- George Hincapie
- Chris Horner
- Thor Hushovd
- Timothy Jones
- Bobby Julich
- Floyd Landis
- Levi Leipheimer
- Blake Lockwood
- Axel Merckx
- Rune Monstad
- Johan Museeuw
- Andris Nauduzas
- Stuart O'Grady
- Marla Streb
- Geraint Thomas
- Jan Ullrich
- Sarah Ulmer
- Alejandro Valverde
- Jonathan Vaughters
- Aleksandr Vinokúrov
- Richard Virenque
- Sam Whittingham
- Erik Zabel
- David Zabriskie
- Leontien Zijlaard-Van Moorsel
- Kristin Armstrong
- Lasse Høj